# Madrac
I Madrac sono stati un collettivo di funk e urban music.
Fondati da ReddKaa come progetto collaborativo tra musicisti della scena underground udinese nel 1996, e per un lustro band vera e propria, hanno prodotto tre album, "Technotitlàn" (Musiche Furlane Fuarte/Nota, 1999), "Real" (ReddArmy/Musiche Furlane Fuarte, 2006) e "L'esercito del sole" (ReddArmy, 2011) e due album di remix.

## La nascita
Il primo "germe" dei Madrac può essere considerata la canzone "Urtio" (ortica), scritta da ReddKaa nel 1996 su testo di Guido Carrara (già Mitili Flk), vincitrice del Premi Friûl di quell'anno; conteneva già i primi semi del genere musicale che si sarebbe successivamente delineato nel primo album: uso della lingua friulana mescolata con elettronica aggressiva, hip hop, e funk.

## Technotitlàn
Il primo disco, "Technotitlàn", realizzato con la partecipazione di ben 29 collaboratori, ampliava questa tendenza, passando da canzoni ironiche come "Cjargnocentric" ("Carniacentrico", drum'n'bass che sbruffoneggiava "è dimostrato al di là di ogni ragionevole dubbio che il rock, il drum'n'bass, il big beat, l'hip hop, il dark, il rock, il metal, il trip hop e la techno sono stati inventati a Forni Avoltri, e poi copiati"!), "Standby", su un testo e un campionamento di Lino Straulino, "Mai", che prendeva ispirazione dai primi beats di Timbaland che avevano attraversato l'oceano, "Dîs Pierdûts" (Giorni Perduti), dove la regia sonora di Simone Sant, fonico e coproduttore dell'album sfociava in un arrangiamento fastoso quanto elaborato, e la finale, oscura e violentissima "Agnui e gjaui ch'i giuio" (Angeli e demoni che giocano). Dopo una prima presentazione e qualche concerto il progetto si arenò un po' per la difficoltà di coordinare tanti musicisti dal vivo, un po' perché ReddKaa dette priorità al suo altro gruppo, i DLH Posse, nonostante le ottime recensioni del disco su giornali locali e nazionali (ad esempio la recensione di Musica di Repubblica, anche se del 2003).

## Real
Alla fine del 2005 ReddKaa decide di riprendere in mano il progetto, mantenendo alcuni dei vecchi collaboratori e chiamandone di nuovi (curiosamente, anche stavolta furono 29). Il disco, "Real", contiene 14 tracce stilisticamente più mature e omogenee di "Technotitlàn". Registrato e mixato da Irko Studiobeat a Preganziol, il disco inizia con l'ultraviolenta "Estremist" ("Estremista"), per passare alla polemica tutta friulana di "Clap tal suei" ("Sasso nello stagno"), fino a pezzi come "Soreli" ("Sole"), che usa il ritornello di una villotta popolare in un contesto neo-soul. Il disco inoltre contiene due pezzi in italiano, di cui uno, "Who's the king", insieme a Mole e Giuann Shadai, viene utilizzato come primo singolo, con un video in animazione digitale creato da ReddKaa stesso in tre mesi di lavoro, video successivamente trasmesso da Rai e All Music, riscuotendo una discreta visibilità a livello nazionale. Subito prima dell'uscita del disco ReddKaa chiamò nel progetto Mattia Cuttini e Christian Pevere, rendendo i Madrac un gruppo vero e proprio.

## L'esercito del sole
Il 1º gennaio 2007 ReddKaa fonda la ReddArmy, associazione culturale ed etichetta indipendente che comprende tra gli altri Carnicats, Maci's Mobile, Dlh Posse, Mole (in seguito Mole and the Moon Walktet), Railster, Dj Tubet, e gli stessi Madrac, che a questo punto decidono di abbandonare almeno temporaneamente la produzione in lingua friulana ed iniziano a produrre il loro terzo album, intitolato "L'esercito del sole". Nell'agosto 2009 al gruppo si aggiunge il cantante Francesco Zanelli, che sostituisce ReddKaa come frontman. Dopo un primo rinvio nel maggio 2010 il disco viene finalmente terminato nel dicembre dello stesso anno per uscire il 7 febbraio 2011 presentato in esclusiva su XL di Repubblica, e comprende numerosi ospiti di portata nazionale ed internazionale quali Caparezza, Primo Brown dei Cor Veleno, Dean Fraser, Skerrit Bwoy (frontman per i Major Lazer), Paolo Baldini degli Africa Unite e molti altri..
Nell'autunno del 2011 Kappah sceglie di dedicarsi ad altri progetti ed esce dalla band, che intanto annuncia un nuovo lavoro per il maggio 2012, "III+", album di remix di "L'esercito del sole". Alla fine dell'anno la band interrompe l'attività dal vivo. Francesco Zanelli lascia la band, e ReddKaa e MattiaC entrano in pausa.
Nel 2016 ReddKaa dichiara ufficialmente concluso il progetto Madrac facendo uscire un ultimo brano dal titolo "Movida" con il featuring di Michele Poletto dei Playa Desnuda e di Mole.

## Discografia

### Album

#### 1999-Technotitlàn[4]
1999; Musiche Furlane Fuarte
| N° | Traccia                  |
| -- | ------------------------ |
| 1  | Cjargnocentric           |
| 2  | Ma no è vero nuio        |
| 3  | Mai                      |
| 4  | Dut l'amor dal mont      |
| 5  | Standby                  |
| 6  | Svuala                   |
| 7  | Technotitlàn             |
| 8  | Nencje de stesso specie  |
| 9  | Dîs Pierduts             |
| 10 | Madrac                   |
| 11 | I clauts de cruos        |
| 12 | Agnui e gjaui ch'i giuio |

#### 2006 -Real[5]
2006, 1º agosto; Musiche Furlane Fuarte/ReddArmy
| N° | Traccia                                       | Durata |
| -- | --------------------------------------------- | ------ |
| 1  | Estremist                                     | 1:15   |
| 2  | Clap Tal Suei                                 | 3:35   |
| 3  | Fôc                                           | 4:32   |
| 4  | La Mê Benedizion                              | 3:48   |
| 5  | Who's the King, Part 1: King of the Dancehall | 2:30   |
| 6  | Who's the King, Part 2: Real (Segue: Niari)   | 4:10   |
| 7  | Miei Timps (Son Cumò)                         | 3:12   |
| 8  | Reality Check                                 | 3:16   |
| 9  | Grazie                                        | 3:16   |
| 10 | Musiche Par Taconâ                            | 2:56   |
| 11 | Pardabon (Segue: Sanc e Mîl)                  | 3:59   |
| 12 | Scjaldimi la Vito                             | 4:05   |
| 13 | Soreli                                        | 6:07   |
| 14 | Mandi e Grazie                                | 5:36   |

#### 2011 -L'esercito del Sole[6]
2011, 13 febbraio; ReddArmy (RA012)
| N° | Traccia                   | Durata |
| -- | ------------------------- | ------ |
| 1  | What It Takes To Be A Man | 4:26   |
| 2  | Miss Jones                | 3:43   |
| 3  | Normale                   | 3:43   |
| 4  | Davvero                   | 2:53   |
| 5  | Solo lei                  | 4:11   |
| 6  | Venerdì sabato domenica   | 3:54   |
| 7  | Modello negativo          | 3:24   |
| 8  | Miele e veleno            | 3:52   |
| 9  | Brucia (segue: Sestante)  | 6:03   |
| 10 | La linea sottile          | 3:41   |
| 11 | Io non ho paura           | 3:22   |
| 12 | Ricomincio da me          | 4:50   |
| 13 | Atlantica                 | 5:34   |

### Remix album

#### 2012 -III+[7]
2012, 20 giugno; ReddArmy (RA014)
| N° | Traccia                                                       | Durata |
| -- | ------------------------------------------------------------- | ------ |
| 1  | What it takes to be a man (Hellomynameisra rmx)               | 3:43   |
| 2  | Io non ho paura (J.Wise rmx) (feat. Primo Brown & King David) | 3:28   |
| 3  | Onde radio                                                    | 3:53   |
| 4  | Brucia (Tuzo rmx)                                             | 5:00   |
| 5  | Normale (Fare Soldi rmx) (feat. Caparezza)                    | 3:57   |
| 6  | Io non ho paura (Digi G'Alessio rmx)                          | 2:35   |
| 7  | La linea sottile (WishinWell rmx)                             | 3:46   |
| 8  | Modello negativo (Blessy G's rmx)                             | 3:33   |
| 9  | Venerdì sabato domenica (Pat Cosmo Rmx) (feat. Dean Fraser)   | 4:09   |
| 10 | Ricomincio da me (Kboard rmx)                                 | 3:34   |
| 11 | Atlantica (Paolo Baldini rmx)                                 | 4:31   |
| 12 | What it takes to be a man (Deison rmx)                        | 4:17   |

#### 2012 -The ReddArmy Family mixes[8]
2012; ReddArmy (RA016)
| N° | Traccia                                      | Durata |
| -- | -------------------------------------------- | ------ |
| 1  | Brucia (Arbeiter rmx)                        | 4:13   |
| 2  | Davvero (MTMP rmx)                           | 3:43   |
| 3  | Miele e veleno (Mole rmx)                    | 3:00   |
| 4  | Solo lei (Smania Uagliuns rmx)               | 4:14   |
| 5  | Normale (3 is a crowd rmx) (feat. Caparezza) | 3:23   |
| 6  | Venerdì sabato domenica (F.Thoro rmx)        | 3:14   |

### Fuori album
- 1996 - Urtio (come ReddKaa, presente nella raccolta "9606" di Radio Onde Furlane )
- 2004 - Tal To stereo (canzone nella compilation "Misture" di Radio Onde Furlane)
- 2016 - Movida (feat Michele Poletto dei Playa Desnuda)